# Mlăjet, Buzău
Mlăjet este un sat ce aparține orașului Nehoiu din județul Buzău, Muntenia, România. Satul este format din cinci cătune: Mlăjet, După Piatră, Nucet, Topile și Trestioara.
Numele localității provine de la o mai veche denumire a răchitei (Salix alba) - mlajă; planta este foarte răspândită în lunca satului.
Satul Mlăjet avea la 1900-800 de locuitori și 125 de case, fiind reședința unei comune din plasa Buzăul a județului Buzău. Ea era formată din cătunele Mlăjet, Chirilești, După-Piatră, Între-Sibicee, Păcura, Stănile, Topilele, Trestioara, Valea-Lupului, Valea-Rea și Valea-Sibiciului. Comuna a trecut după al Doilea Război Mondial, în 1950, în raionul Cislău, inițial în regiunea Buzău, apoi în regiunea Ploiești. Prin HCM 1116/1968, comuna Mlăjet dispare, fiind împărțită între comunele Nehoiu și Pătârlagele din județul Buzău, satul Mlăjet devenind parte a primului.
Există mărturii arheologice  ale existenței unei așezări hallstatiene din secolul al V-lea î.Hr. pe teritoriul localității.
În prezent, în zona numită Lunca Topilei, se efectuează săpături arheologice , în urma descoperirii întâmplătoare  a unor vestigii aparținând perioadei Latène.